# Rodippo
Rodippo (Lentini, ... – Lentini, 312) è stato un vescovo italiano, venerato come santo dalla Chiesa cattolica.